# Шевалье, Хлоя
Хлоя Шевалье (фр. Chloé Chevalier; 2 ноября 1995, Сен-Мартен-д’Эр) — французская биатлонистка, чемпионка Европы по биатлону.

## Биография
Первый серьезный успех пришел к француженке в 2012 году, когда она вместе со своими партнерами стала бронзовым призером на первых зимних юношеских Олимпийских играх в смешанной эстафете. Через три года Шевалье стала Чемпионкой мира среди юноиров в эстафете. Кроме того, в Раубичах она завоевала бронзовую медаль в спринте. В том же году биатлонистка завоевала первую взрослую медаль, заняв третье место Чемпионате Европы в эстонском Отепя.
В сезоне 2015/2016 спортсменка дебютировала в розыгрыше Кубка мира. В спринтерской гонке на этапе в Поклюке она с двумя промахами заняла 69-е место.
24 января 2018 года Шевалье выиграла индивидуальную гонку в рамках чемпионка Европы в итальянской Валь-Риданне.

### Участие в чемпионатах мира
| Год  | Место проведения | Инд | Спр | Пр | МС | Эст | См | ОСм |
| 2021 | Поклюка          | —   | —   | —  | —  | 8   | —  | —   |

### Результаты выступлений в Кубке мира
| 2021/2022 Итоги | 2021/2022 Итоги | Эстерсунд | Эстерсунд | Эстерсунд | Эстерсунд | Эстерсунд | Хохфильцен | Хохфильцен | Хохфильцен | Анси | Анси | Анси | Оберхоф | Оберхоф | Оберхоф | Оберхоф | Рупольдинг | Рупольдинг | Рупольдинг | Антхольц | Антхольц | Антхольц | ОИ Пекин (*) | ОИ Пекин (*) | ОИ Пекин (*) | ОИ Пекин (*) | ОИ Пекин (*) | ОИ Пекин (*) | Контиолахти | Контиолахти | Контиолахти | Отепя | Отепя | Отепя | Отепя | Осло | Осло | Осло |
| Очков           | Место           | Инд       | Спр       | Спр       | Пр        | Эст       | Спр        | Эст        | Пр         | Спр  | Пр   | МС   | Спр     | См      | Осм     | Пр      | Спр        | Эст        | Пр         | Инд      | Эст      | МС       | См           | Инд          | Спр          | Пр           | Эст          | МС           | Эст         | Спр         | Пр          | Спр   | МС    | См    | Осм   | Спр  | Пр   | МС   |
| 314             | 22              | 48        | 56        | 8         | 33        | —         | 25         | 3          | 36         | 64   | —    | —    | 23      | —       | —       | 17      | 16         | 1          | 22         | 17       | 3        | 16       | —            | —            | —            | —            | —            | —            | —           | 48          | 45          | 13    | 13    | 3     | —     | 10   | 32   | 21   |

| 2020/2021 Итоги | 2020/2021 Итоги | Контиолахти | Контиолахти | Контиолахти | Контиолахти | Контиолахти | Хохфильцен | Хохфильцен | Хохфильцен | Хохфильцен | Хохфильцен | Хохфильцен | Оберхоф | Оберхоф | Оберхоф | Оберхоф | Оберхоф | Оберхоф | Оберхоф | Антхольц | Антхольц | Антхольц | ЧМ Поклюка | ЧМ Поклюка | ЧМ Поклюка | ЧМ Поклюка | ЧМ Поклюка | ЧМ Поклюка | ЧМ Поклюка | Нове-Место | Нове-Место | Нове-Место | Нове-Место | Нове-Место | Нове-Место | Нове-Место | Эстерсунд | Эстерсунд | Эстерсунд |
| Очков           | Место           | Инд         | Спр         | Спр         | Эст         | Пр          | Спр        | Эст        | Пр         | Спр        | Пр         | МС         | Спр     | Пр      | См      | Сусм    | Спр     | Эст     | МС      | Инд      | МС       | Эст      | См         | Спр        | Пр         | Инд        | Осм        | Эст        | МС         | Эст        | Спр        | Пр         | Спр        | Пр         | Осм        | См         | Спр       | Пр        | МС        |
| 180             | 40              | 39          | 8           | 59          | 2           | 43          | 97         | —          | —          | 20         | 17         | 27         | 18      | 35      | —       | —       | 65      | —       | —       | 64       | —        | —        | —          | —          | —          | —          | —          | 8          | —          | 3          | 41         | 48         | 30         | 31         | —          | —          | 12        | 29        | —         |

| 2019/2020 Итоги | 2019/2020 Итоги | Эстерсунд | Эстерсунд | Эстерсунд | Эстерсунд | Эстерсунд | Хохфильцен | Хохфильцен | Хохфильцен | Анси | Анси | Анси | Оберхоф | Оберхоф | Оберхоф | Рупольдинг | Рупольдинг | Рупольдинг | Поклюка | Поклюка | Поклюка | Поклюка | ЧМ Антхольц | ЧМ Антхольц | ЧМ Антхольц | ЧМ Антхольц | ЧМ Антхольц | ЧМ Антхольц | ЧМ Антхольц | Нове-Место | Нове-Место | Нове-Место | Контиолахти | Контиолахти | Контиолахти | Контиолахти | Холменколлен | Холменколлен | Холменколлен |
| Очков           | Место           | Сусм      | См        | Спр       | Инд       | Эст       | Спр        | Эст        | Пр         | Спр  | Пр   | МС   | Спр     | Эст     | МС      | Спр        | Эст        | Пр         | Инд     | Сусм    | См      | МС      | См          | Спр         | Пр          | Инд         | Сусм        | Эст         | МС          | Спр        | Эст        | МС         | Спр         | Пр          | Сусм        | См          | Спр          | Пр           | МС           |
| 76              | 53              | —         | —         | 39        | 26        | 6         | 51         | —          | 47         | 39   | 33   | —    | 38      | —       | —       | 60         | —          | 36         | 63      | —       | —       | —       | —           | —           | —           | —           | —           | —           | —           | 60         | 2          | —          | 8           | 34          | отм         | отм         | отм          | отм          | отм          |

| 2018/19 Итоги | 2018/19 Итоги | Поклюка | Поклюка | Поклюка | Поклюка | Поклюка | Хохфильцен | Хохфильцен | Хохфильцен | Нове-Место | Нове-Место | Нове-Место | Оберхоф | Оберхоф | Оберхоф | Рупольдинг | Рупольдинг | Рупольдинг | Антхольц | Антхольц | Антхольц | Канмор | Канмор | Канмор | Солт-Лейк-Сити | Солт-Лейк-Сити | Солт-Лейк-Сити | Солт-Лейк-Сити | ЧМ Эстерсунд | ЧМ Эстерсунд | ЧМ Эстерсунд | ЧМ Эстерсунд | ЧМ Эстерсунд | ЧМ Эстерсунд | ЧМ Эстерсунд | Холменколлен | Холменколлен | Холменколлен |
| Очков         | Место         | Сусм    | См      | Инд     | Спр     | Пр      | Спр        | Пр         | Эст        | Спр        | Пр         | МС         | Спр     | Пр      | Эст     | Спр        | Эст        | МС         | Спр      | Пр       | МС       | Инд    | Эст    | Спр    | Спр            | Пр             | Сусм           | См             | См           | Спр          | Пр           | Инд          | Сусм         | Эст          | МС           | Спр          | Пр           | МС           |
| 1             | 101           | —       | —       | —       | —       | —       | —          | —          | —          | —          | —          | —          | —       | —       | —       | —          | —          | —          | —        | —        | —        | —      | —      | отм    | —              | —              | —              | —              | —            | —            | —            | —            | —            | —            | —            | 40           | 45           | —            |

| 2017/2018 Итоги | 2017/2018 Итоги | Эстерсунд | Эстерсунд | Эстерсунд | Эстерсунд | Эстерсунд | Хохфильцен | Хохфильцен | Хохфильцен | Анси | Анси | Анси | Оберхоф | Оберхоф | Оберхоф | Рупольдинг | Рупольдинг | Рупольдинг | Антхольц | Антхольц | Антхольц | ОИ Пхёнчхан | ОИ Пхёнчхан | ОИ Пхёнчхан | ОИ Пхёнчхан | ОИ Пхёнчхан | ОИ Пхёнчхан | Контиолахти | Контиолахти | Контиолахти | Контиолахти | Холменколлен | Холменколлен | Холменколлен | Тюмень | Тюмень | Тюмень |
| Очков           | Место           | Сусм      | См        | Инд       | Спр       | Пр        | Спр        | Пр         | Эст        | Спр  | Пр   | МС   | Спр     | Пр      | Эст     | Инд        | Эст        | МС         | Спр      | Пр       | МС       | Спр         | Пр          | Инд         | МС          | См          | Эст         | Спр         | Сусм        | См          | МС          | Спр          | Пр           | Эст          | Спр    | Пр     | МС     |
| 26              | 73              | —         | —         | —         | —         | —         | —          | —          | —          | 57   | 55   | —    | —       | —       | —       | 20         | 9          | —          | —        | —        | —        | —           | —           | —           | —           | —           | —           | —           | —           | —           | —           | —            | —            | —            | 41     | 36     | —      |

| 2015/2016 Итоги | 2015/2016 Итоги | Эстерсунд | Эстерсунд | Эстерсунд | Эстерсунд | Хохфильцен | Хохфильцен | Хохфильцен | Поклюка | Поклюка | Поклюка | Рупольдинг | Рупольдинг | Рупольдинг | Рупольдинг | Рупольдинг | Рупольдинг | Антхольц | Антхольц | Антхольц | Канмор | Канмор | Канмор | Канмор | Преск-Айл | Преск-Айл | Преск-Айл | ЧМ Холменколлен | ЧМ Холменколлен | ЧМ Холменколлен | ЧМ Холменколлен | ЧМ Холменколлен | ЧМ Холменколлен | Ханты-Мансийск | Ханты-Мансийск | Ханты-Мансийск |
| Очков           | Место           | См        | Инд       | Спр       | Пр        | Спр        | Пр         | Эст        | Спр     | Пр      | МС      | Спр        | Пр         | МС         | Инд        | Эст        | МС         | Спр      | Пр       | Эст      | Спр    | МС     | Сусм   | См     | Спр       | Пр        | Эст       | См              | Спр             | Пр              | Инд             | Эст             | МС              | Спр            | Пр             | МС             |
| 0               | 0               | —         | —         | —         | —         | —          | —          | —          | 69      | —       | —       | —          | —          | —          | —          | —          | —          | —        | —        | —        | —      | —      | —      | —      | —         | —         | —         | —               | —               | —               | —               | —               | —               | —              | —              | отм            |

## Семья
Хлоя — младшая сестра спортсменки Анаис Шевалье (род. 1993) — члена сборной Франции по биатлону.